# Elizabeth Redgate
Anne Elizabeth Redgate, née dans le Lancashire, Royaume-Uni, est une historienne spécialiste de l'Arménie et du Moyen Âge, professeure à l'université de Newcastle. En 2000, elle publie l'ouvrage de référence Les Arméniens qui couvre 3000 ans d'histoire du peuple arménien.

## Biographie
Elle fait ses études à la Bolton School Girls Division et au St Anne's College d'Oxford. Depuis la fin de ses études, elle enseigne l'histoire du haut Moyen Âge à l'université de Newcastle. Elle est spécialiste de cette période pour l'Arménie et pour la Grande-Bretagne.
Elle publie en 2000 Les Arméniens, un ouvrage de référence qui couvre l'entièreté de l'histoire du peuple arménien depuis ses plus anciennes origines connues dans le sud-est de l'Europe vers 1165 av. J.-C. jusqu'à nos jours. Le livre est depuis traduit en plusieurs langues.

## Les Arméniens
Les Arméniens (2000) est globalement bien accueilli par la critique. Hovann Simonian (en), historien suisse, qualifie le livre de « vraiment impressionnant » et « susceptible de devenir un outil de référence précieux ». Robert W. Thomson estime qu'il fournit un « contexte utile pour tous ceux qui s'intéressent aux mondes antique et médiéval », le qualifiant de « livre précieux qui comble une lacune sérieuse ». Il le qualifie de « synthèse plutôt que d'interprétation originale des sources » et note que « les textes non traduits sont rarement cités ». Thomson le décrit comme la première « introduction générale fiable à l'histoire arménienne en un seul volume » depuis l'Histoire de l'Arménie des origines à 1071 (1947) de René Grousset.
Yannopoulos déclare qu'il s'agit d'un « ouvrage intéressant, mais seulement pour les faits historiques concernant la période antérieure au XIe siècle ». Raymond Pearson, historien britannique, loue les « nombreuses vertus » de l'ouvrage, notant que « le récit érudit faisant autorité et l'analyse experte qui y sont présentés sont toujours impeccablement professionnels ». Il suggère que l'auteur aurait dû se limiter à la couverture des deux premiers millénaires. Dennis Papazian, spécialiste de l'Empire ottoman, qualifie l'ouvrage d'« excellent livre », le décrivant comme « savant, objectif, bien argumenté et éminemment lisible ». Il note par ailleurs que l'histoire postérieure au XIe siècle n'est pas bien couverte.

## Publications
(novembre 2024).
- (en) The Armenians, Oxford, Blackwell Publishers, 1999 (ISBN 0-631-22037-2).
- (en) Armeni (Czech Translation of The Armenians), Prague, Nakladatelstvi Lidove Noviny, 2003.
- (en) « Catholico John III's Against the Paulicians and the Paulicians of Tephrike », dans Richard G. Hovannisian, Armenian Sebastia/Sivas and Lesser Armenia, Los Angeles, Mazada Publishers, 2004 (ISBN 9781568591520), p. 81-110.
- (en) « National Letters, Vernacular Christianity and National Identity in Early Medieval Armenia », dans International Conference dedicated to the 1600th Anniversary of the Armenian Letters Creation, Erevan, National Academy of Sciences of Armenia, 2006, p. 168-176.
- "An Armenian Physician at the Early Tenth-Century Court of Louis III of Provence? The Case of the Autun Glossary." Al-Masaq 19:2 (2007): 83-98.
- Redgate, Anne Elizabeth. (2007), "Morale, Cohesion, and Power in the First Centuries of Amatuni Hamshen." in The Hemshin: History, Society and Identity in the Highlands of North East Turkey, edited by H. H. Simonian, 3-18. London: Routledge,  (ISBN 9780700706563).
- Redgate, Anne Elizabeth. "Myth and Reality: Armenian Identity in the Early Middle Ages." National Identities 9:4 (2007): 281-306.
- Redgate, Anne Elizabeth. "Vernacular Liturgy in England and Armenia from the Fifth to the Eleventh Centuries." Armenian Folia Anglistika: International Journal of English Studies 2:5 (2008): 144-161.
- Redgate, Anne Elizabeth. (2009), "The Foundations of Hamshen and Armenian Descent Myths: Parallels and Interconnections." In Armenian Pontus: The Trebizond-Black Sea Communities, edited by Richard G. Hovannisian, 113-136. Costa Mesa, California: Mazba Publishers,  (ISBN 9781568591551).
- Redgate, Anne Elizabeth. "Faces from the Past: Aghtamar, the Anglo-Saxon Alfred Jewel, and the Sasanian Chosroes Dish - Ideas and Influences in Portraiture." Banber Matenadarani 21 (2014): 331-340.
- Redgate, Anne Elizabeth, (2014), Religion, Politics and Society in Britain, 800-1066, London, UK: Routledge,  (ISBN 978-0-415-73668-8).
- Redgate, Anne Elizabeth. Review of Æthelred: The Unready by Levi Roach (New Haven, Conn: Yale University Press, 2016). The American Historical Review 123:3 (2018), 1003-1004.
- Redgate, Anne Elizabeth. (2021), "Armenian Iran in the history of Vaspurakan in the late ninth and early tenth centuries." In Armenian Communities of Persia/Iran: History, Trade, Culture, edited by Richard G. Hovannisian, 59-76. Costa Mesa, California: Mazda Publishers,  (ISBN 9781568593586).
- Redgate, Anne Elizabeth. (2022), Royal Building Programs in Tenth and Eleventh Century Armenia: The Island City of Aghtamar. Lewiston, New York: The Edwin Mellen Press,  (ISBN 978-1-4955-1027-4).